# No Air
No Air è il secondo singolo della cantante statunitense Jordin Sparks estratto dall'omonimo album di debutto Jordin Sparks.
La canzone, raffigurante la collaborazione del cantante Chris Brown, è stata pubblicata ufficialmente negli Stati Uniti il giorno 11 febbraio del 2008.
È stata prodotta dal duo The Underdogs, ed è stata certificata come singolo di platino negli Stati Uniti dalla RIAA, in Nuova Zelanda dalla RIANZ ed anche in Australia dalla RIAA.
Nell'aprile 2008 la cantante country, Rissi Palmer ha registrato una cover del brano per il suo album di debutto.

## Video musicale
Il video della canzone è stato girato il 23 gennaio 2008 a New York. La première è stata fatta il 25 febbraio su Yahoo! Music. La regia è stata affidata a Chris Robinson.
Nella storia del video, Jordin Sparks e Chris Brown interpretano il ruolo di due giovani innamorati. Nella prima parte del video i due vengono mostrati in location separate, ognuno mentre struggentemente pensa all'altro. Soltanto nel finale del video i due cantanti vengono mostrati insieme.
Il video è stato nominato per due BET Awards come "Viewers Choice" e come "miglior regia". Inoltre ha ricevuto anche due nomination agli MTV Video Music Awards come "miglior video femminile" e "miglior nuovo artista"

## Tracce
- CD Single australiano

1. No Air — feat. Chris Brown
2. Save Me
3. No Air — feat. Chris Brown (Tiësto Remix)

- CD Single inglese/tedesco

1. No Air — feat. Chris Brown
2. Save Me

- Maxi Single tedesco

1. No Air — feat. Chris Brown
2. Save Me
3. No Air — feat. Chris Brown (Benny Benassi "Pump-Kin" Remix)
4. No Air — feat. Chris Brown (Jason Nevins Remix)
5. No Air — feat. Chris Brown (Video)

## Cronologia pubblicazioni
| Paese       | Data             | Formato                                |
| ----------- | ---------------- | -------------------------------------- |
| Stati Uniti | 2 febbraio 2008  | Radio                                  |
| Stati Uniti | 11 febbraio 2008 | Download digitale                      |
| Australia   | 17 maggio 2008   |                                        |
| Germania    | 30 maggio 2008   | Download digitale, Maxi CD, CD singolo |
| Regno Unito | 7 luglio 2008    | Download digitale, CD singolo          |
| Italia      | 28 luglio 2008   | Download digitale                      |

## Classifiche
| Classifica (2008) | Posizione più alta |
| ----------------- | ------------------ |
| Australia         | 1                  |
| Austria           | 8                  |
| Belgio            | 19                 |
| Canada            | 3                  |
| Repubblica Ceca   | 9                  |
| Danimarca         | 6                  |
| Paesi Bassi       | 9                  |
| Europa            | 3                  |
| Finlandia         | 6                  |
| Germania          | 10                 |
| Ungheria          | 29                 |
| Irlanda           | 2                  |
| Israele           | 1                  |
| Italia            | 34                 |
| Giappone          | 14                 |
| Nuova Zelanda     | 1                  |
| Norvegia          | 7                  |
| Polonia           | 21                 |
| Portogallo        | 8                  |
| Romania           | 10                 |
| Svezia            | 10                 |
| Svizzera          | 8                  |
| Regno Unito       | 3                  |
| Stati Uniti       | 3                  |